# Stanisław Morsztyn

Leliwa – das Wappen der Familie Morsztyn

Stanisław Morsztyn (* nach 1623; † Ende Dezember 1725) war ein polnischer Dichter und Politiker.
Er war ab 1668 Major des königlichen Regiments, ab 1676 Fähnrich von Zator, ab 1687 Kastellan von Czersk, ab 1699 Woiwode von Masowien und von 1704 bis 1717 Woiwode von Sandomierz.

## Leben
Morszytn wurde nach 1623 wahrscheinlich in Podgórze, vielleicht in Raciborsko in eine Familie Polnischer Brüder mit großer literarischer Tradition geboren. Seine Eltern waren Jan Morsztyn und Agnieszka Arciszewska. Er besuchte zunächst das Gymnasium der polnischen Brüder in Raciborsko, wo er auch Französisch lernte. Gemeinsam mit seinem Verwandten Johann Andreas von Raciborsko-Morstein besuchte er wahrscheinlich um 1638 Deutschland, Belgien, Frankreich und Italien. Angeleitet durch seinen Onkel Krzysztof Arciszewski beschäftigte er sich auf dieser Reise auch mit der Kriegskunst. Nach seiner Rückkehr nach Polen wurde er vor 1646 von Hetman Stanisław Koniecpolski ans Schwarze Meer geschickt, um Waffen zu kaufen. Nach einiger Zeit wurde er General eines Fußregiments. Als solcher nahm er an Kämpfen während der Regierungszeit von Johann II. Kasimir und Johann III. Sobieski teil. Unter anderem nahm er an den Verteidigungen von Sbarasch, Tschyhyryn und Krakau sowie den Schlachten bei Cudnow, Chotyn und Schurawno teil. Außerdem begleitete er militärische Expeditionen in die Republik Moldau, nach Wien und dem Königreich Ungarn. Er war viele Jahre Kommandant der Stadt Krakau.
Er bekleidete verschiedene Ämter, u. a. war er: Fähnrich von Zator (1676),  Kastellan von Czersk (ab 1687). Er war Mitglied der Kommission zur Revision des Kronschatzes. Im Landtag von 1672 verteidigte er seinen Verwandten Johann Andreas von Raciborsko-Morstein. Am 11. November 1673 kämpfte er bei Chotyn, wo er verletzt wurde. 1675 verteidigte er Lemberg. 1681 war er Mitglied des Landtags von Czersk. Er arbeitete mit Johann III. Sobieski zusammen und nahm 1683 gemeinsam mit ihm an der Entlastung Wiens teil. 1686 und 1691 nahm er an Expeditionen in die Türkei teil. 1695 geriet er in Konflikt mit Stefan Bidziński.
1697 war er an der Wahl Kurfürst Augusts des Starken zum polnischen König beteiligt und einer der Unterzeichner der Pacta conventa. 1699 wurde er Woiwode von Masowien. Während des Nordischen Krieges unterstützte er zunächst König Augusts II., dann Stanislaus I. Leszczyński. Im Januar 1702 unterzeichnete er den Befriedungsakt des Großfürstentums Litauen. Ab 1704 war er Woiwode von Sandomierz. Er nahm 1710 am Generalrat von Warschau teil. Er inspirierte die Konföderation von Tarnogród, zog sich jedoch später aus ihr zurück. Aus gesundheitlichen Gründen legte er 1717 das Amt des Woiwoden von Sandomierz nieder, das sein Großneffe Jakub Władysław Morsztyn am 27. März 1717 erhielt.

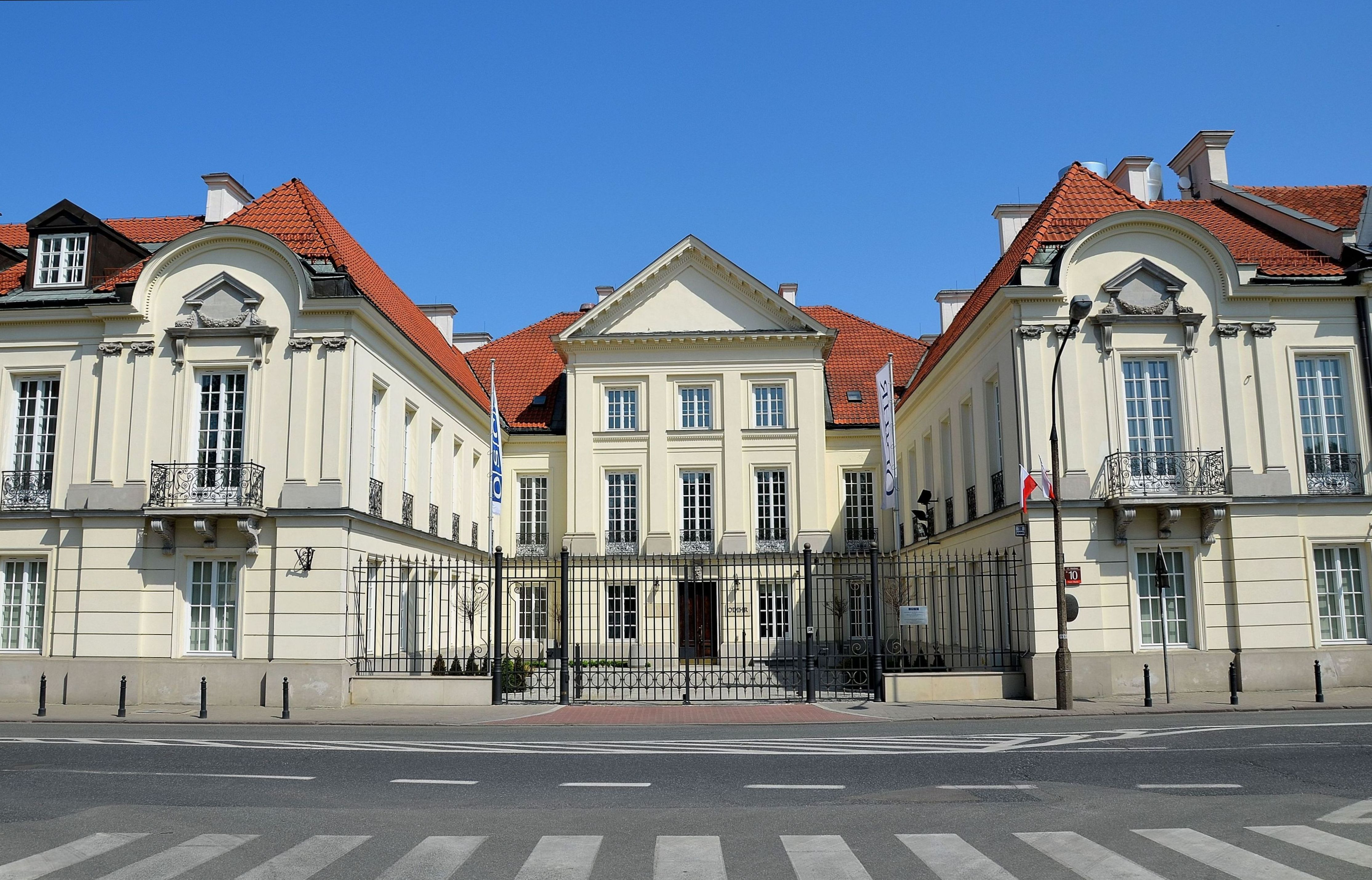
Stanisław Morszytns Palais in der Miodowa-Straße 10 in Warschau

Im Laufe seines Lebens hatte er ein beträchtliches Vermögen angehäuft. Er besaß ein Stadtpalais in der Miodowa-Straße 10 in Warschau, den Morsztyn-Palast.
Er war ein Freund von Wacław Potocki, einem Vetter mütterlicherseits seines Vetters Zbigniew Morsztyn. Er starb Ende 1725 kinderlos und wurde in der reformierten Kirche in Sandomierz begraben.
| Personendaten    | Personendaten                    |
| ---------------- | -------------------------------- |
| NAME             | Morsztyn, Stanisław              |
| KURZBESCHREIBUNG | polnischer Dichter und Politiker |
| GEBURTSDATUM     | nach 1623                        |
| STERBEDATUM      | Dezember 1725                    |